# Anderson Gaveta
Anderson Almeida, também conhecido como Gaveta, ou Anderson Gaveta, (Rio de Janeiro, 14 de janeiro de 1979) é um influenciador brasileiro que trabalha com foco em edição de vídeo e audiovisual. 
Quando jovem, Gaveta fazia vídeos caseiros e procurava experimentar com edição. Conseguiu emprego na produtora Seagulls Fly, onde colaborou em diversos projetos, como em Diablo III; e em projetos vencedores do Prêmio FWA.
Em seguida, criou sua própria empresa, a Gaveta Filmes, onde começou a realizar trabalhos de edição para conhecidos canais de YouTube do Brasil, como Jovem Nerd, Canal Nostalgia, Porta dos Fundos e outros. Não demorou para criar seu próprio canal, chamado Canal Gaveta. Com vídeos que focavam em virtuosismo na edição, ganhou fama por criar humor nonsense e absurdo, com diversos quadros que foram conquistando inscritos. A experiência o levou a experimentar com análise audiovisual de filmes e séries, mas sem deixar a comédia de lado.
Com o crescimento do canal e da empresa, optou por direcionar todos os recursos da produtora para criar vídeos para seu próprio canal. Após essa decisão, o canal atingiu a marca de um milhão de inscritos.

## Prêmios
| Ano  | Premiação    | Categoria                               | Resultado | Fonte  |
| ---- | ------------ | --------------------------------------- | --------- | ------ |
| 2021 | Cubo de Ouro | Personalidade Geek do Ano               | Indicado  | [ 9 ]  |
| 2021 | Cubo de Ouro | Canal, Programa ou Podcast Geek do Ano  | Indicado  | [ 9 ]  |
| 2022 | CCXP Awards  | Melhor Canal/Criador de Conteúdo        | Indicado  | [ 10 ] |
| 2024 | Prêmio iBest | Influenciador de Cinema, TV e Streaming | Venceu    | [ 11 ] |
| 2024 | Cubo de Ouro | Canal Geek do Ano                       | Indicado  | [ 12 ] |